# Степанов, Владимир Павлович
Владимир Павлович Степа́нов (1890—1954) — советский хоровой дирижёр и педагог. Заслуженный деятель искусств РСФСР (1947). Лауреат Сталинской премии первой степени (1946).

## Биография
В. П. Степанов родился 2 (14) января 1890 года.
В 1908 году окончил Московское Синодальное училище, в 1913 году — композиторское отделение Московской консерватории (класс С. Н. Василенко). В 1912—1918 годах преподаватель Московского Синодального училища (с 1918 года — Народная хоровая академия) и помощник дирижёра Синодального хора. В 1919—1936 годах хормейстер, с 1926 года — главный хормейстер ГАБТ, в 1936—1950 годах — ЛАТОБ имени С. М. Кирова. Его интерпретации отличались разнообразием хоровой палитры, яркой эмоциональностью. Преподавал музыкально-теоретические предметы и хоровое дирижирование в МГК имени П. И. Чайковского (1920—1930 и 1950—1954) и ЛГК имени Н. А. Римского-Корсакова (1938—1950). Профессор (1950). Автор музыкальных произведений (хоры, романсы и др.).

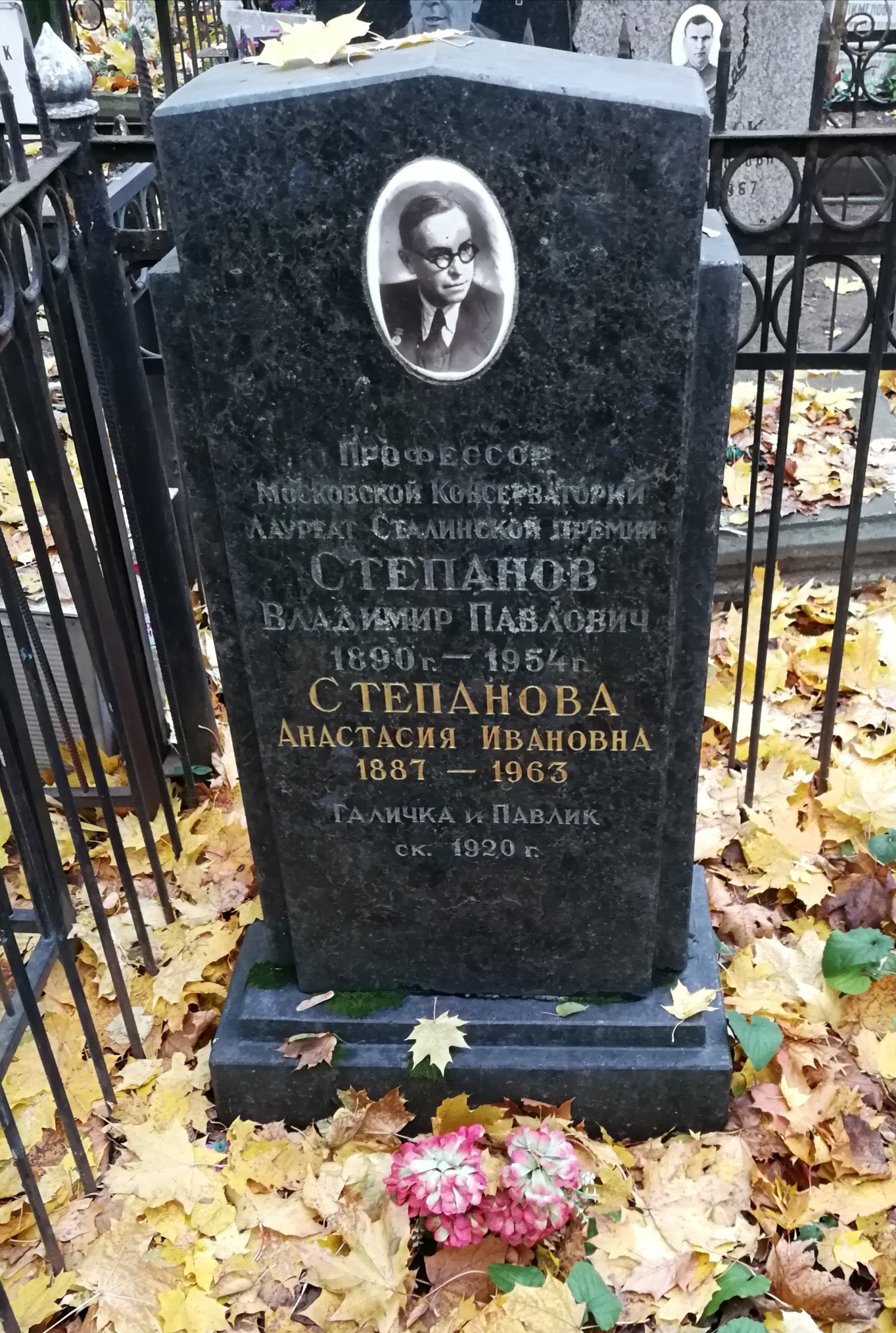
Могила Владимира Павловича Степанова, его жены Анастасии Ивановны Степановой и детей на Ваганьковском кладбище.

В. П. Степанов умер 27 июня 1954 года в Москве. Похоронен на Ваганьковском кладбище (16 уч.) .

## Спектакли
- «Иван Сусанин» М. И. Глинки
- «Борис Годунов» М. П. Мусоргского
- «Садко» Н. А. Римского-Корсакова
- «Сказка о царе Салтане» Н. А. Римского-Корсакова
- «Орлеанская дева» П. И. Чайковского
- «Емельян Пугачёв» М. В. Коваля
- «Семья Тараса» Д. Б. Кабалевского
- «В бурю» Т. Н. Хренникова
- «Князь-озеро» И. И. Дзержинского
- «Броненосец „Потёмкин“» О. С. Чишко
- «Щорс» Г. К. Фарди

## Награды и премии
- орден «Знак Почёта» (1940)[2]
- заслуженный деятель искусств РСФСР (1947)
- Сталинская премия первой степени (1946) — за дирижирование оперным спектаклем «Орлеанская дева» П. И. Чайковского на сцене ЛАТОБ имени С. М. Кирова